# Carrier Air Wing 3

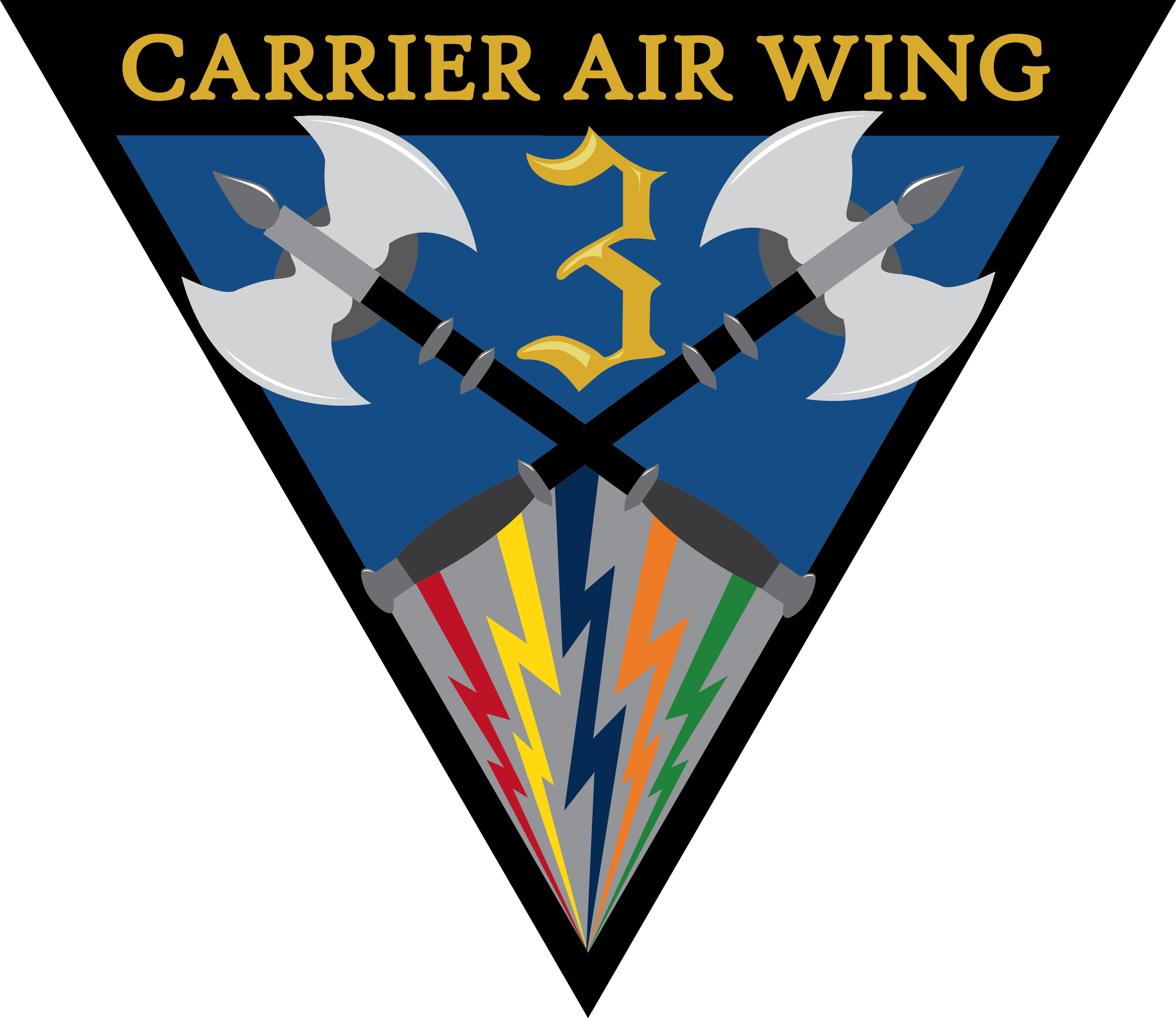

El Carrier Air Wing 3 (CVW-3), conocida como la «Battle Axe» (en inglés: hacha de guerra), es un ala aérea embarcada de la Armada de los Estados Unidos; forma parte del Naval Air Force Atlantic y su base es Naval Air Station Oceana (Virginia).

## Historia
Originalmente fue el grupo aéreo del USS Saratoga, creado en 1938. Participó en la Segunda Guerra Mundial peleando en el teatro de operaciones del Pacífico. Posteriormente, luchó en la guerra de Corea (1950-1953), desde el USS Leyte. Regresó a la acción en la guerra de Vietnam, en 1973, ya con jets F-4 Phantom II. En la década de 1980, entró en acción en Libia en 1989 (en el golfo de Sidra), perdiendo dos F-14 Tomcat. Luego participó de las operaciones Desert Shield y Desert Storm (ambas en Irak); Southern Watch; y, ya entrado el siglo XXI, Enduring Freedom (Afganistán) e Iraqi Freedom (Irak).